# おんな花火師 花舞台
「おんな花火師 花舞台」（おんなはなびし はなぶたい）は、2016年12月7日に発売された中西りえの6枚目のシングル。

## 収録曲
- 両楽曲共に、作詞：万城たかし、作曲：岡千秋、編曲：蔦将包

1. おんな花火師 花舞台（4分36秒）
2. 人生すごろく（3分32秒）
3. おんな花火師 花舞台（オリジナル・カラオケ）
4. 人生すごろく（オリジナル・カラオケ）
5. おんな花火師 花舞台（一般用カラオケ・1音下げ）
6. 人生すごろく（一般用カラオケ・半音下げ）